# Krystyna Łączyńska
Krystyna Łączyńska – polska producentka filmowa.

## Kariera
Krystyna Łączyńska jest producentką filmów dokumentalnych, spektakli telewizyjnych oraz seriali. Od 2000 roku współpracuje z Telewizją Polską. W latach 2003–2004 była odpowiedzialna za produkcję serialu TVP Rodzinka, reżyserowanego przez Annę Hałasińską. W latach 2018–2020 odpowiadała za produkcję serialu telewizyjnego TVP Korona królów (od odcinka 85. jako kierownik produkcji). W latach 2019–2022 kierowała produkcją serialu TVP Stulecie winnych (odcinki 1–26).
W 2003 roku Łączyńska była producentką Festiwalu Sopockiego, zaś w latach 2004 oraz 2011 Festiwalu Opolskiego.

## Najważniejsze Produkcje Telewizyjne

### Spektakle Telewizyjne[8]
- „Skiz” - 2023
- „A planety szaleją” - 2023
- „Judasz z Kariothu” - 2023
- „Sen nocy letniej” - 2023
- „Zaklęte rewiry” - 2023
- „Apollo z Bellac” - 2022
- „Ferdydurke” - 2022
- „Konrad Wallenrod” - 2022
- „Kopciuszek” - 2022
- „Kordian” - 2022
- „Rewolwer” - 2022
- „Romeo i Julia” - 2004

### Fabularne Seriale Telewizyjne
- „Korona Królów”  3 sezony, 400 odcinków (+ 4 specjalne) - 2018 - 2020[9][10][11]
- „Stulecie Winnych” - (26 odcinków) - 2019 - 2022[12]
- „Rodzinka” (wg oryginalnego formatu My Family) w reż. A. Hałasińskiej; 16 odcinków - 2003 - 2004[13]

### Filmy Dokumentalne[14]
- „XV Międzynarodowy Konkurs Pianistyczny im. Fryderyka Chopina. Rafał Blechacz - Laureat I nagrody” - 2005
- „Licedei” w reż. M. Grzegorzek - 2003
- „Inny” w reż. U. Guźleckiej - 1998

### Festiwale
- 41 Krajowy Festiwal Piosenki Polskiej OPOLE 2004[15]
- 48 Krajowy Festiwal Piosenki Polskiej OPOLE 2011
  - SuperWieczór - SuperJedynki i SuperDebiuty[16]
  - „Panna, madonna, legenda tych lat (…)” Z okazji 70-tych urodzin Ewy Demarczyk[17]
- 49 Krajowy Festiwal Piosenki Polskiej OPOLE 2012[18]
  - SuperPremiery
  - SuperJedynki
  - Kabaret: Tym i SuperTeam
  - KULTowePRZEBOJE
  - Kora, Trójka i Debiuty - 30. urodziny Listy Przebojów
  - Szalone lata 60! - 30-te
- 50 Krajowy Festiwal Piosenki Polskiej OPOLE 2013[19]
  - SuperPremiery
  - SingSing - SuperDebiuty z Marylą!
  - SuperJedynki
  - Opole! Kocham Cię! Gala Jubileuszowa 50. KFPP w Opolu
- 51 Krajowy Festiwal Piosenki Polskiej OPOLE 2014[20]
  - 25 lat! Wolność - kocham i rozumiem!
  - Folkowo & kabaretowo
  - SuperJedynki
  - SuperDebiuty z Niemenem - świat nie zginie dzięki nim!
  - SuperPremiery
- 52 Krajowy Festiwal Piosenki Polskiej OPOLE 2015[21]
  - Scenki i obscenki czyli Jeremiego Przybory piosenki
  - Muzyczna biografia - 90 lat Polskiego Radia
  - SuperPremiery
  - SuperJedynki
  - „Ktoś mnie pokochał!” - Urodzinowe Debiuty ze Skaldami